# Войцеховиці-Дужі
Войцеховиці-Дужі (пол. Wojciechowice Duże) — село в Польщі, у гміні Кшижанув Кутновського повіту Лодзинського воєводства.
Населення — 181 особа (2011).
У 1975-1998 роках село належало до Плоцького воєводства.

## Демографія
Демографічна структура станом на 31 березня 2011 року:
|          | Загалом | Допрацездатний вік | Працездатний вік | Постпрацездатний вік |
| -------- | ------- | ------------------ | ---------------- | -------------------- |
| Чоловіки | 90      | 20                 | 63               | 7                    |
| Жінки    | 91      | 18                 | 53               | 20                   |
| Разом    | 181     | 38                 | 116              | 27                   |